# Чемпіонат Нідерландів з футболу 1892—1893
Чемпіонат Нідерландів з футболу 1892—1893 — 5-й сезон найвищих нідерландських футбольних дивізіонів. Чемпіоном вдруге став Конінклейке ГФК.

## Турнірна таблиця
| М  | Команда              | І | В | Н | П | МЗ | МП | РМ  | О |
| -- | -------------------- | - | - | - | - | -- | -- | --- | - |
| 1. | Конінклейке ГФК      | 5 | 3 | 2 | 0 | 23 | 7  | +16 | 8 |
| 2. | РАП                  | 4 | 3 | 1 | 0 | 18 | 7  | +11 | 7 |
| 3. | ГВВ                  | 6 | 3 | 1 | 2 | 11 | 13 | −2  | 7 |
| 4. | РК-енд-ВВ Роттердам  | 6 | 2 | 2 | 2 | 8  | 11 | −3  | 6 |
| 5. | Вікторія (Роттердам) | 7 | 0 | 0 | 7 | 5  | 27 | −22 | 0 |

Позначення:
|  | — клуб, що потрапив до Дивізіону 2 |